# أركوم الحبشة
أُرْكُوم الحبشة (الاسم العلمي Bucorvus abyssinicus) نوع من الأركوم. أعطانه الحبشة وبلاد المجاورة الخاضعة لنفس العوامل التنوخية والمناخية. جسمه كبير القد يطول نحو 110 سم. ثوبه إلى السواد الفحمي الأسفع المواج باستثناء القواذم فأنها إلى البياض المشوب ببعض الصفار. يعيش ذكرًا وأنثى لا يفترقان حتى الموت. يعدو على الأرض بسرعة ويحلق في الفضاء بعيدًا. وهو إذا غضب يصفق بجناحيه ثم يرفع ذنبه كما يفعل ديك الحبش ويرفخ جراب رُعْثَتَه فتبدو كالظرف الأحمر (شجرة)، قوته الحشرات والديدان والحلاذين والعظائيات والضفادع والأفاعي والفئران والجرذان والأرانب وبعض حبوب وجذور النباتات البرية. يدثن عشه في صدوع جذوع الأشجار الضخمة أو بين انقاضها المنبطحة. الأنثى تضع من 10 إلى 12 بيضة صغيرة القد، كروية الشكل، بيضاء اللون، تحضنها بمناوبة الذكر نحو ثلاثة أسابيع.

## معرض صور

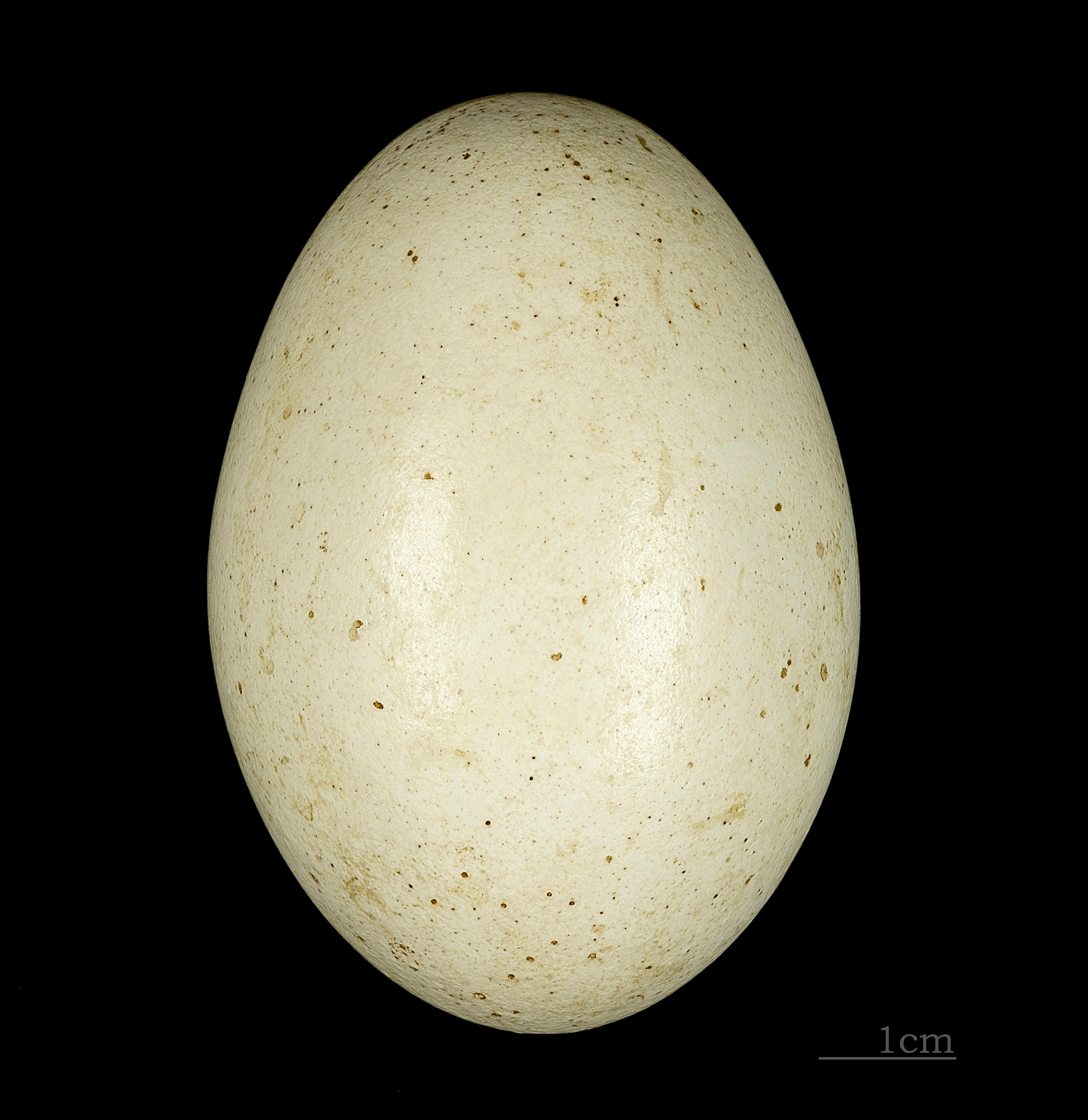
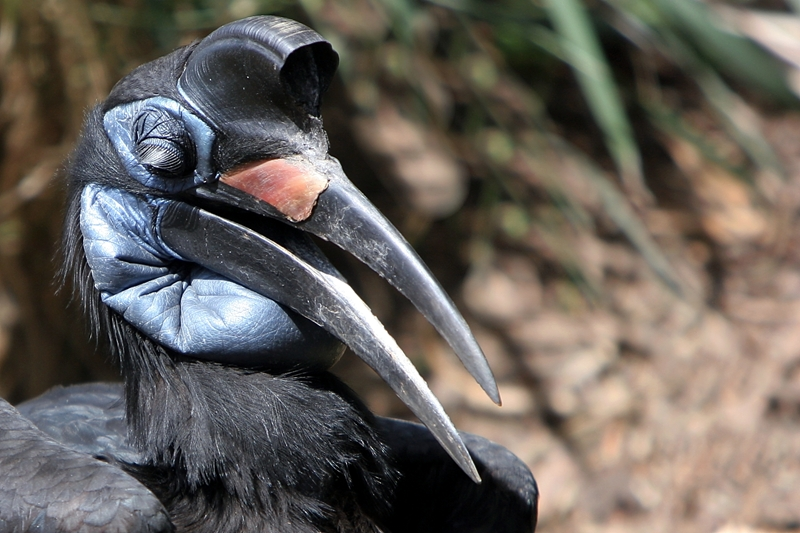
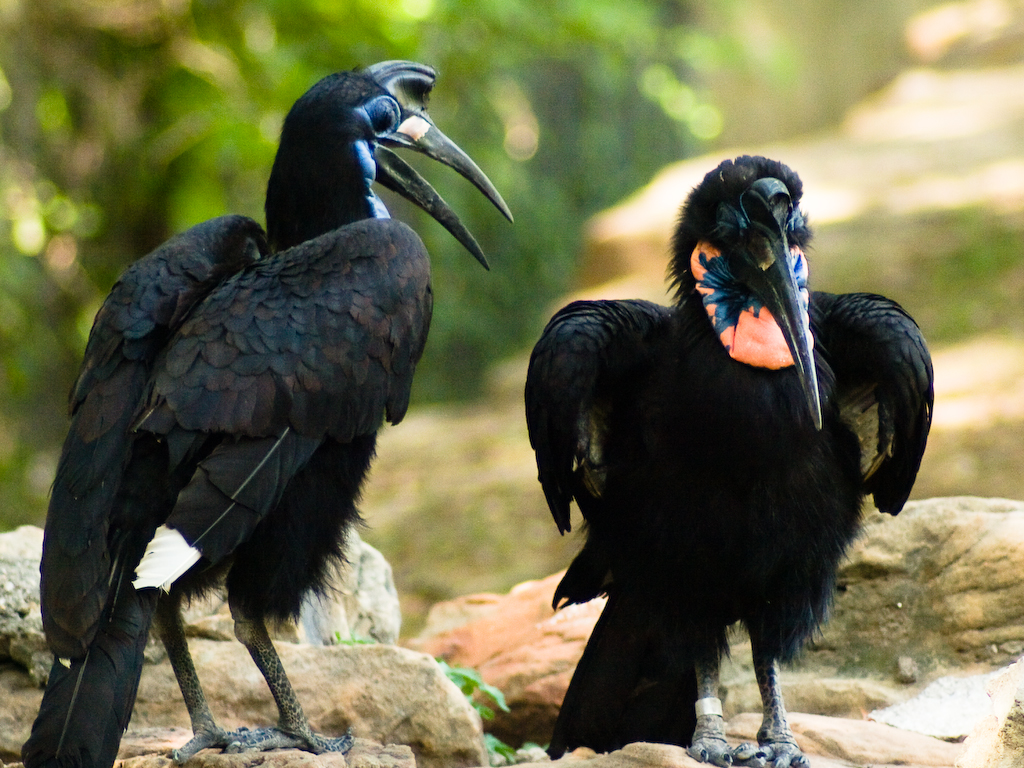
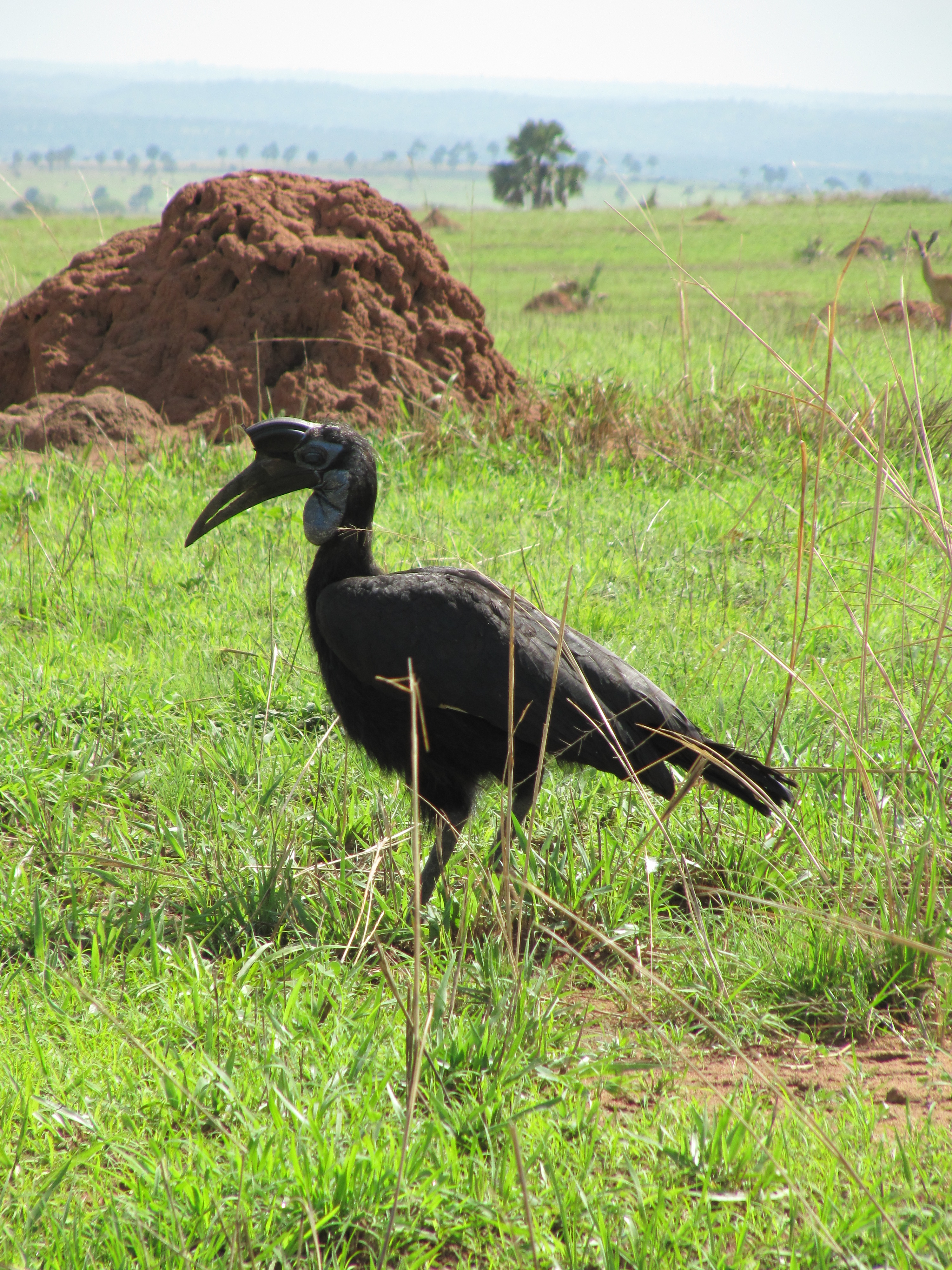